# Oltingen
Oltingen (toponimo tedesco) è un comune svizzero di 486 abitanti del Canton Basilea Campagna, nel distretto di Sissach.

## Monumenti e luoghi d'interesse

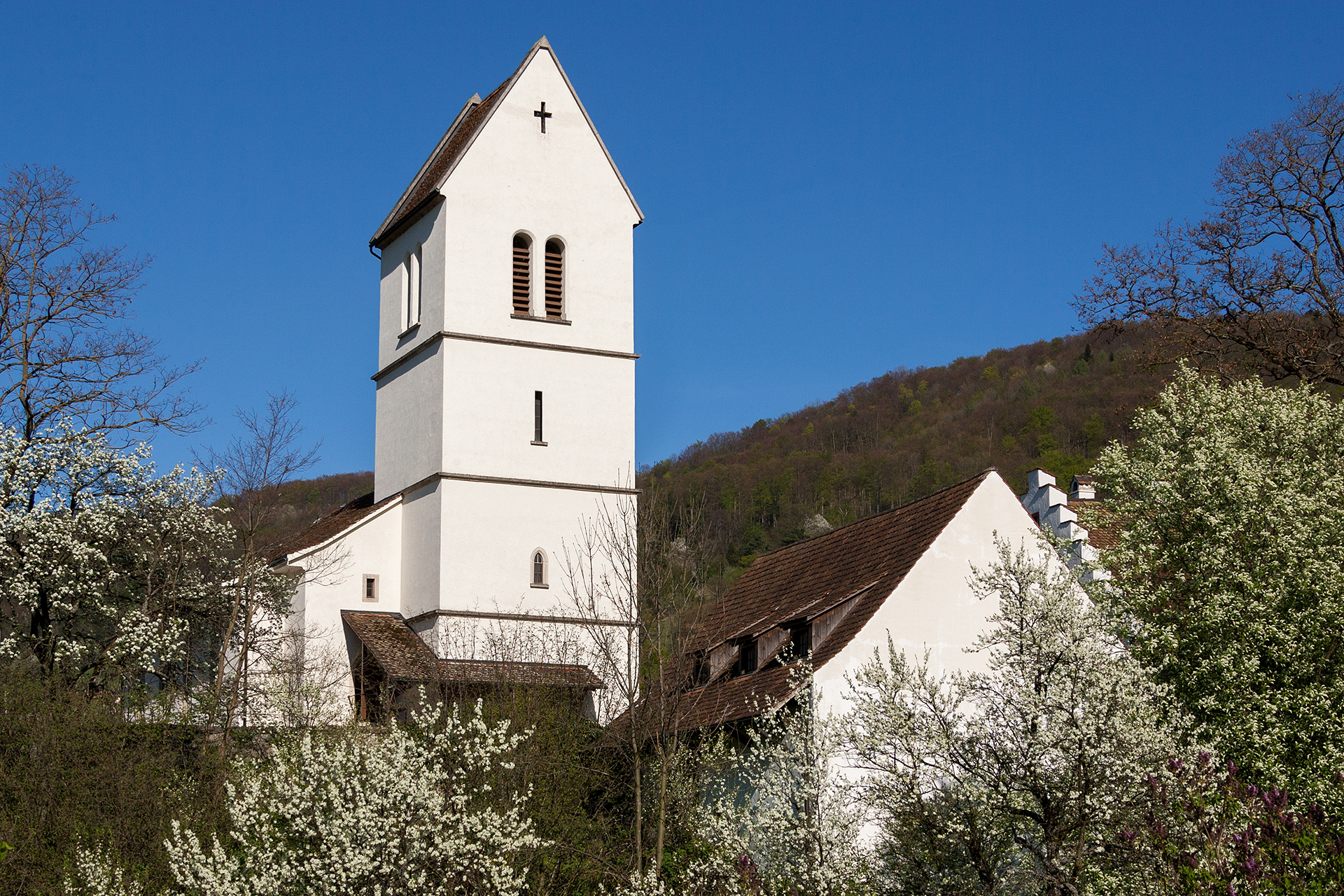
La chiesa riformata

- Chiesa riformata (già di San Nicolao), eretta nel IX secolo e ricosrtuita nel 1441[1].

## Società

### Evoluzione demografica
L'evoluzione demografica è riportata nella seguente tabella:
Abitanti censiti

## Amministrazione
Ogni famiglia originaria del luogo fa parte del cosiddetto comune patriziale e ha la responsabilità della manutenzione di ogni bene ricadente all'interno dei confini del comune.